# Kizuka
Kizuka är ett vattendrag i Burundi.   Det ligger i provinsen Bururi, i den sydvästra delen av landet, 60 kilometer söder om huvudstaden Bujumbura.
Omgivningarna runt Kizuka är en mosaik av jordbruksmark och naturlig växtlighet. Runt Kizuka är det ganska tätbefolkat, med 207 invånare per kvadratkilometer.